# Хилсбъроу (Орегон)
Хилсбъроу (на английски: Hillsboro) е град в окръг Вашингтон, щата Орегон, САЩ. Хилсбъроу е с население от 89285 жители (2008) и обща площ от 59,96 km². Намира се на 59,7 m надморска височина. ЗИП кодът му е 97006, 97123, 97124, а телефонният му код е 503, 971.
Градът е част от агломерацията на Портланд. В него е седалището на анимационното студио „Лайка“.

## Известни личности
Родени в Хилсбъроу
- Травис Найт (р. 1973), аниматор